# Guduganahalli, Krishnarajpet
Guduganahalli là một làng thuộc tehsil Krishnarajpet, huyện Mandya, bang Karnataka, Ấn Độ.